# Larisa Iordache
Larisa Iordache (n. 19 iunie 1996, București, România) este o fostă gimnastă română, medaliată olimpică, mondială și europeană, câștigătoare a medaliei de bronz în proba pe echipe la olimpiada din 2012, cvadruplă medaliată mondială și de 12 ori medaliată europeană, cifră mărită de extraordinara campioană la 14 după Europenele de la Mersin din decembrie 2020. S-a antrenat la Colegiul Național Sportiv „Cetate” din Deva, iar mai apoi a ajuns la lotul olimpic de la Izvorani. Începând cu februarie 2019, Larisa s-a antrenat alături de Octavian Bellu și Mariana Bitang. A fost și antrenată de soții Lacrămioara și Cristian Moldovan.

## Biografie
Larisa Iordache s-a născut la București, în data de 19 iunie 1996 și provine dintr-o familie de sportivi. Fratele ei practică fotbal de performanță, mama ei a făcut handbal, iar tatăl fotbal. S-a apucat de gimnastică întâmplător după ce a fost remarcată în parc, de către Mariana Câmpeanu, antrenoarea clubului Dinamo, pentru ambiția de care dădea dovadă încercând să meargă pe role. A cucerit prima medalie de campioană națională la 8 ani, la concursul "Mica Gimnastă".
"E unică în gimnastică", o caracterizează Mariana Bitang pe Larisa, despre care mai spune că: “Are explozie, are viteză, este o combinație între dificultate acrobatică și veleități artistice. Pe Larisa e dificil să o bagi într-un tipar. Tot ce-mi doresc este ca ea să fie un nou reper în gimnastica mondială, precum celelalte campioane ale noastre. Să fie Larisa Iordache!”. 

## Cariera la junioare

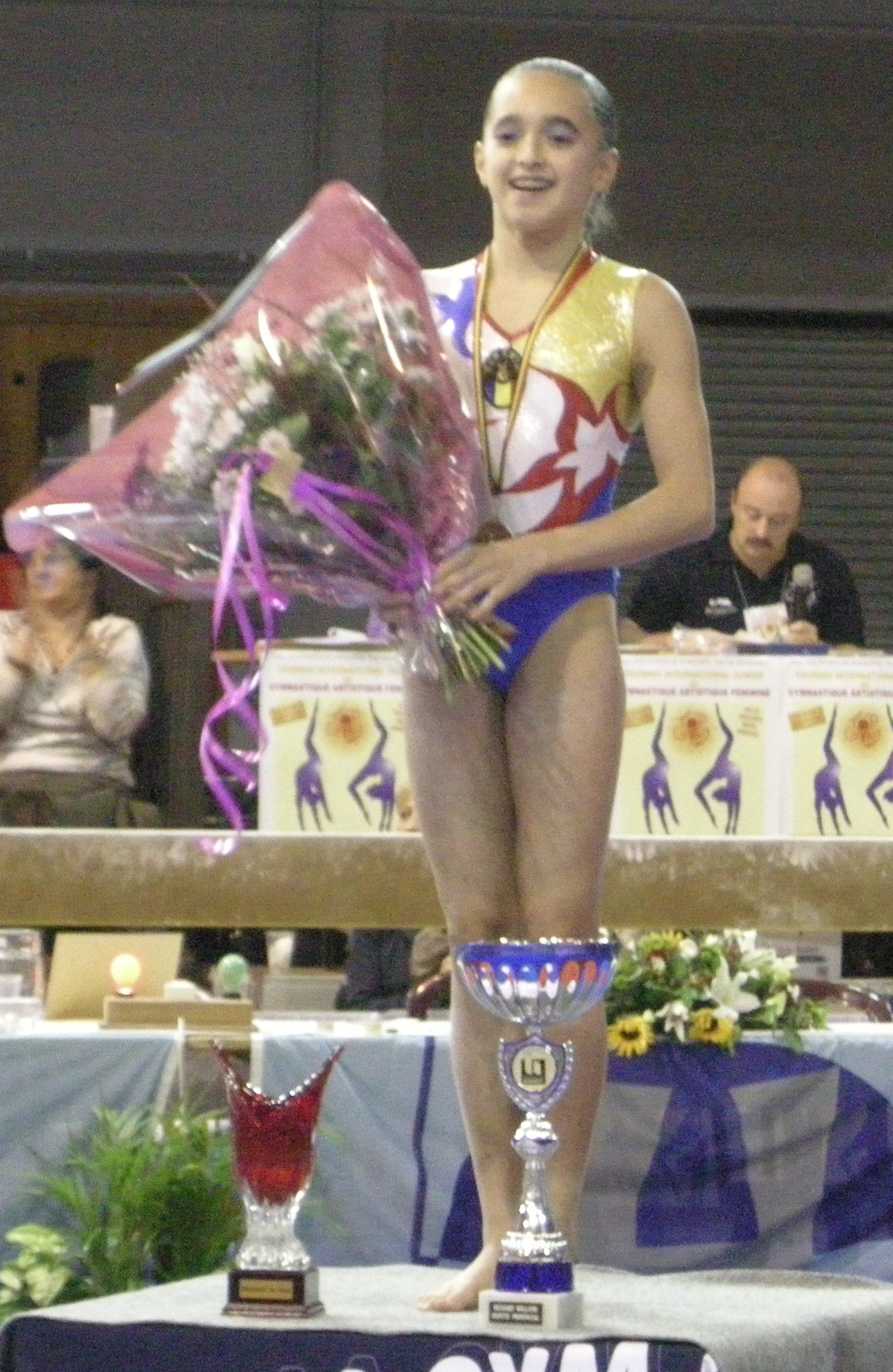
Larisa Iordache în 2009.

Iordache a început antrenamentele la CS Dinamo în București la vârsta de patru ani și jumătate. În 2008, ea a devenit componentă a lotului național de junioare. Larisa a fost antrenată de Ramona Micu, Adela Popa, Lăcrămioara Moldovan și Cristian Moldovan.

### 2010
Prima competiție majoră a Larisei a fost la Campionatul European din Birmingham, Marea Britanie. Ea a contribuit cu un total de 55.550 la medalia de argint câștigată de România în proba pe echipe. La individual compus, Iordache a cucerit medalia de bronz cu 55.675 de puncte, depășită de rusoaicele Viktoria Komova respectiv Anastasia Grishina. În finalele pe aparate s-a clasat a patra la sărituri cu o medie de 13.862, a doua la bârnă cu nota 14.575 și prima la sol, la egalitate cu Anastasia Grishina (14.275). 
În luna septembrie, Iordache a concurat la Campionatele Naționale de la Reșița unde a câștigat medalia de aur la individual compus cu un total de 58.400, cu aproape patru puncte peste a doua clasată, Diana Bulimar.
În octombrie a concurat la Internaționalul de la Schiltigheim, în Franța. Iordache a câștigat finala la individual compus cu un scor final de 58.000 de puncte. She won the all around final with a score of 58.000. Ea s-a clasat a doua la sărituri cu 14.350, în spatele lui Elodie Perez, prima la paralele cu 14.250, prima la bârnă cu 14.900 și prima la sol cu 14.500. 

### 2011
În iunie, Iordache a concurat la Gym Festival în Trnava, Slovacia, unde au participat 29 de gimnaste din nouă țări. Ea a câștigat finala de la individual compus cu un total de 59.500 de puncte, cu aproape două puncte mai mult decât dubla participantă la Jocurile Olimpice, Anna Pavlova. În finalele pe aparate s-a clasat prima la paralele cu 14.250, prima la bârnă cu 15.600 și tot prima la sol cu 14.850. Spre finalul lunii, Iordache a participat la o întrecere internațională în Marea Britanie, la Lilleshall. Echipa României a câștigat aurul, depășind echipa Marii Britanii la toate aparatele, mai puțin paralele. Iordache a câștigat medalia de aur la individual compus (58.300) la o diferență de aproape cinci puncte față de britanica Gabby Jupp.
În mai, Iordache a concurat ca invitat special în Campionatele Naționale ale Franței desfășurate la Toulouse. Larisa a contribuit cu 58.800 de puncte la totalul echipei Alliance Dijon, echipă care a și câștigat în final competiția. 
În iulie, Iordache a luat startul Festivalului Olimpic de Tineret 2011 din Trabzon, Turcia. Larisa a contribuit cu 57.800 de puncte la medalia de argint cucerită de formația tricoloră în cadrul probei pe echipe. La doar 15 ani, Iordache a câștigat finala la individual compus (57.550), a luat argintul la sărituri (14.225), argintul la paralele (13.475), aurul la bârnă (15.000) și aurul la sol (14.275).

## Cariera la senioare

### 2012

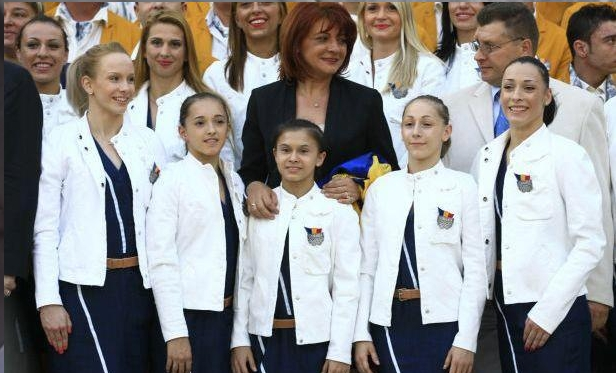
Echipa de gimnastică a României la Jocurile Olimpice de vară din 2012

La începutul lunii martie, Iordache a concurat la American Cup în New York, Statele Unite ale Americii unde s-a clasat pe locul al treilea cu un total de 59.332, în spatele americancelor Jordyn Weiber și Aly Raisman. 
În aprilie, Iordache a participat la un amical împotriva Franței în Cholet, Franța. A ajutat echipa să câștige competiția pe echipe, iar la individual compus a obținut medalia de aur cu un total de 60.150 de puncte. Același lucru s-a întâmplat și spre finalul lunii, Iordache câștigând la individual compus (59.750) și cu echipa o competiție amicală în Ulm, Germania. 
La începutul lunii iulie, Iordache a ajutat echipa să câștige un amical care a avut loc la București împotriva Franței, Germaniei și Italiei. Larisa a luat aurul și la individual compus cu un total de 60.850 de puncte. 
Campionatul european din 2012 a fost primul ca senioară al Larisei Iordache. Competiția a fost găzduită de orașul Bruxelles în perioada 9–13 mai. Larisa a participat în calificări la proba pe echipe, executând la fiecare aparat la fel ca și în finală. Delegația României a obținut prima medalie de aur în finala pe echipe. În finala de la bârnă, Iordache a câștigat medalia de argint fiind depășită. La sol, românca a obținut clasarea pe prima treaptă a podiumului cu nota 15.233. Larisa Iordache a cucerit în total trei medalii, la egalitate cu Cătălina Ponor.

La sfârșitul lunii iulie, Iordache a reprezentat România la Jocurile Olimpice de vară din 2012 în Londra, Marea Britanie. Înaintea competiției, ghinionul a lovit-o pe Larisa, dezvoltând o fasceită plantară la piciorul stâng, provocând durere severă. La antrenamentul pe podium Iordache a făcut integralele doar la bârnă și paralele. Mariana Bitang a declarat ulterior că sunt ”50 la sută șanse” ca Larisa să concureze la toate cele patru aparate. În cele din urmă, în calificări, Larisa a făcut un concurs complet, calificându-se astfel în finala la individual compus cu un total de 57.800 și ajutând echipa să acceadă în finala olimpică de pe a patra poziție. În ciuda problemelor și a durerilor accentuate, Larisa a contribuit la medalia de bronz a echipei pe toate cele patru aparate. În finala de la individual compus s-a clasat a noua (57.965), iar în cea de la bârnă a șasea (14.200). Jocurile Olimpice au fost ultima competiție a Larisei din 2012. 
Larisa Iordache a câștigat bronzul la Jocurile Olimpice  ”cu o gaură în palmă și cu sânge pe bară”, așa cum a declarat Mariana Bitang.

### 2013
La a șasea ediție a Cupei Mondiale FIG din Qatar, Iordache s-a clasat a doua în finala de la sărituri după Phan Thi Ha cu o medie de 14.675, a șaptea la paralele cu o notă finală de doar 13.325 pe 28 martie 2013. Pe 29 Martie, s-a clasat prima în finala de la bârnă în fața lui Zeng Siqi și a lui Gabrielle Jupp cu nota de 15.500, și a doua la sol, în spatele compatrioatei Diana Bulimar cu nota de 14.425. La Campionatele Europene de la Moscova, Iordache a avut parte de un start excelent calificându-se prima în finalele de la individual compus și bârnă, a doua la sol și a patra la sărituri. În finala de la individual compus a reușit exerciții foarte bune (14.833 la bârnă, 14.866 la sol, 14.900 la sărituri), însă, în ultima rotație a avut o evoluție modestă la paralele (13.833), lucru care a trimis-o la sfârșitul competiției în spatele rusoaicei Aliya Mustafina. În finala de la sărituri, Iordache a fost la egalitate, pe locul doi, cu gimnasta olandeză Noel van Klaveren, ambele obținând o medie de 14.466. După aceea a câștigat medalia de aur în finala de la bârnă și argintul în cea de la sol.
Larisa Iordache a participat la primul ei campionat mondial în 2013, la Anvers. În faza calificărilor a acces în trei finale, la individual compus, sol și bârnă. La individual compus românca a fost la un pas de podium, pe a patra poziție. În finala de la sol Larisa a obținut singura medalie a României la Anvers, bronzul. Alături de ea pe podium s-au clasat Simone Biles și Vanessa Ferarri. În finala de la bârnă s-a clasat pe locul al șaptelea cu nota 13.933.

### 2014

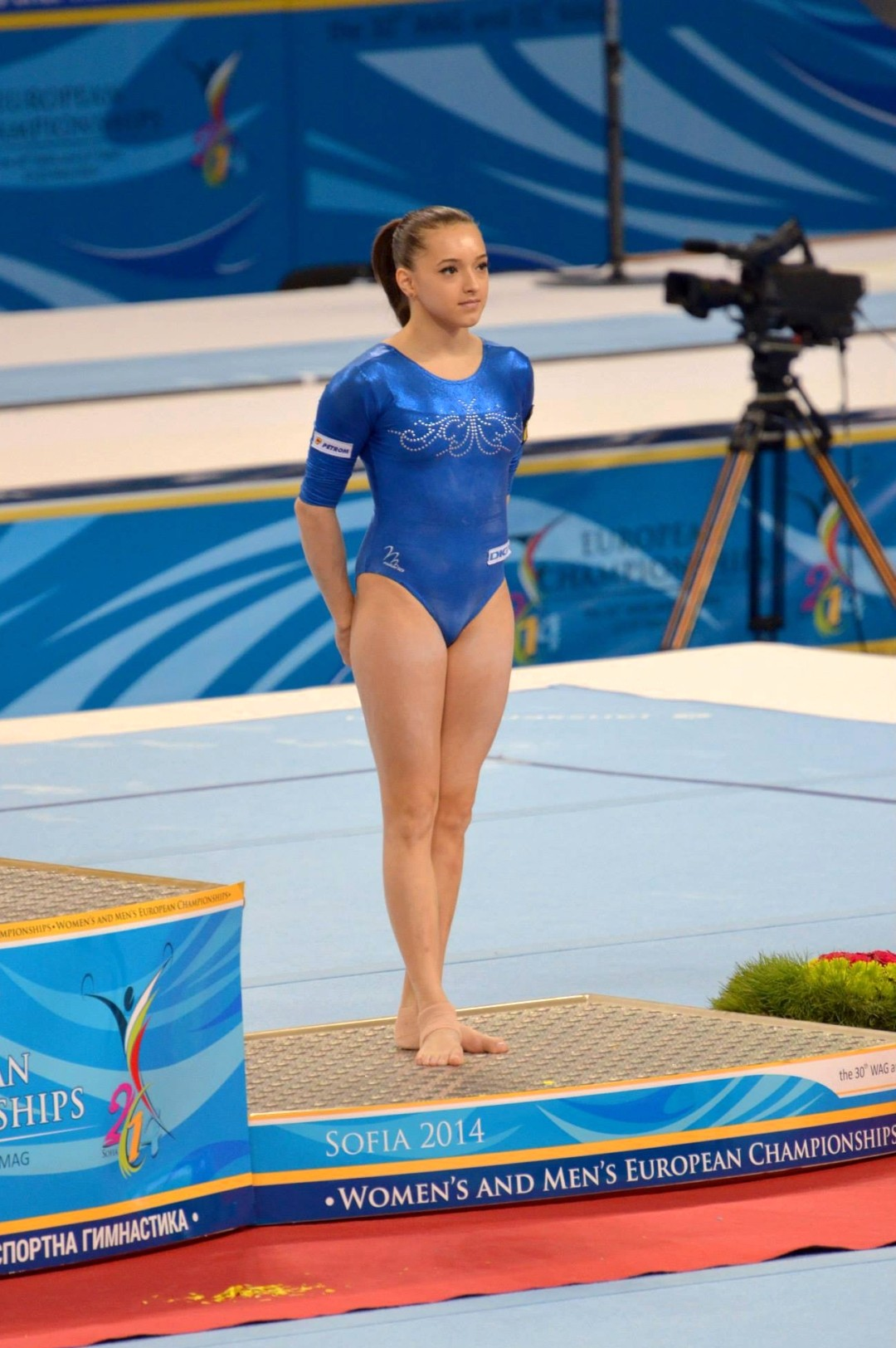
Larisa Iordache la Campionatele Europene de la Sofia, 2014.

În martie Iordache a concurat la Cupa Mondială de la Doha unde a câștigat aurul la sărituri, bârnă și sol. În aprilie, Larisa Iordache a ajutat echipa să câștige medalia de aur în cadrul amicalului Franța-România-Belgia. Ea a avut totodată și cele mai mari note din concurs la toate cele trei aparate și a câștigat titlul la individual compus la o diferență de peste 3 puncte față de compatrioata sa Diana Bulimar.
La Campionatele Europene din 2014, Iordache a fost cea mai medaliată sportivă din întreg concursul. Ea a fost singura care s-a calificat în finală la toate cele patru aparate, singura care a câștigat două medalii de aur, adunând în total un număr de patru. Iordache a fost de asemenea votată ”Miss European Championships”. ”Sunt surprinsă și foarte fericită că am primit această distincție. Nu mă așteptam! Pentru mine cel mai important lucru a fost competiția, dar iată-mă, sunt onorată să fiu Miss European Championships!”
Campionatele Naționale de Gimnastică ale României au avut loc în Septembrie, Iordache a câștigat 4 din cele 5 medalii de aur. A câștigat concursul la individual compus cu un total de 59.650, depășind-o pe Ștefania Stănilă cu aproape 4 puncte. Singura medalie de aur pe care nu a câștigat-o a fost la bârnă, unde Andreea Munteanu a câștigat aurul în timp ce Iordache a luat argintul. La sfârșitul aceleiași săptămâni, Iordache a concurat la amicalul Elveția-Germania-România în Elveția. Echipa României a terminat pe doi, după Germania. Larisa Iordache a câștigat titlul la individual compus terminând cu aproape 2 puncte peste favorita gazdelor Giulia Steingruber. 
În octombrie, Iordache a fost convocată în echipa României pentru Campionatul Mondial de Gimnastică Artistică din 2014 în Nanjing, China. După ce echipa a terminat calificările pe locul al șaptelea, Larisa Iordache a condus echipa în finală unde s-au încheiat pe locul al patrulea, la mai puțin de jumătate de punct de medalia de bronz. Larisa Iordache a obținut în finala de la individual compus medalia de argint, fiind singura gimnastă care a fost la un pas de a o învinge pe Simone Biles în această proba, diferența dintre cele două sportive a fost de doar jumătate de punct. Iordache a avut evoluții foarte bune pe tot parcursul concursului și a obținut cea mai mare notă la bârnă (15.100), a doua la sol (14.733) și a treia la paralele (14.866) ceea ce i-a oferit un avantaj confortabil, depășind-o pe medaliata cu bronz, Kyla Ross cu peste 1.5 puncte. În finala de la bârnă, Larisa Iordache a pierdut medalia din pricina unei ratări, terminând abia pe locul al cincilea. În aceeași zi, românca a obținut argintul mondial în finala de la sol, în spatele aceleiași Simone Biles. Iordache a declarat ulterior: ”După ce am ratat la bârnă mi-a fost foarte dificil să îmi revin. Mă bucur că am putut evolua bine la sol și sunt fericită că am reușit un integral fără greșeli. Vreau să mă antrenez din ce în ce mai mult pentru a-mi face cât mai bine toate elemente și chiar să adaug dificultate în plus.” 
La sfârșitul anului, Iordache a concurat la cupele mondiale de la Stuttgart și Glasgow. În Stuttgart a câștigat titlul la individual compus cu un total de 59.766, deasupra Jessicăi Lopez și a lui Kim Bui. A obținut astfel cele mai mari note la fiecare aparat în afară de paralele. În Glasgow, Iordache a înregistrat cele mai mari note la toate aparatele pentru a câștiga medalia de aur, la aproape trei puncte peste medaliata cu argint, Ellie Black.

### 2015

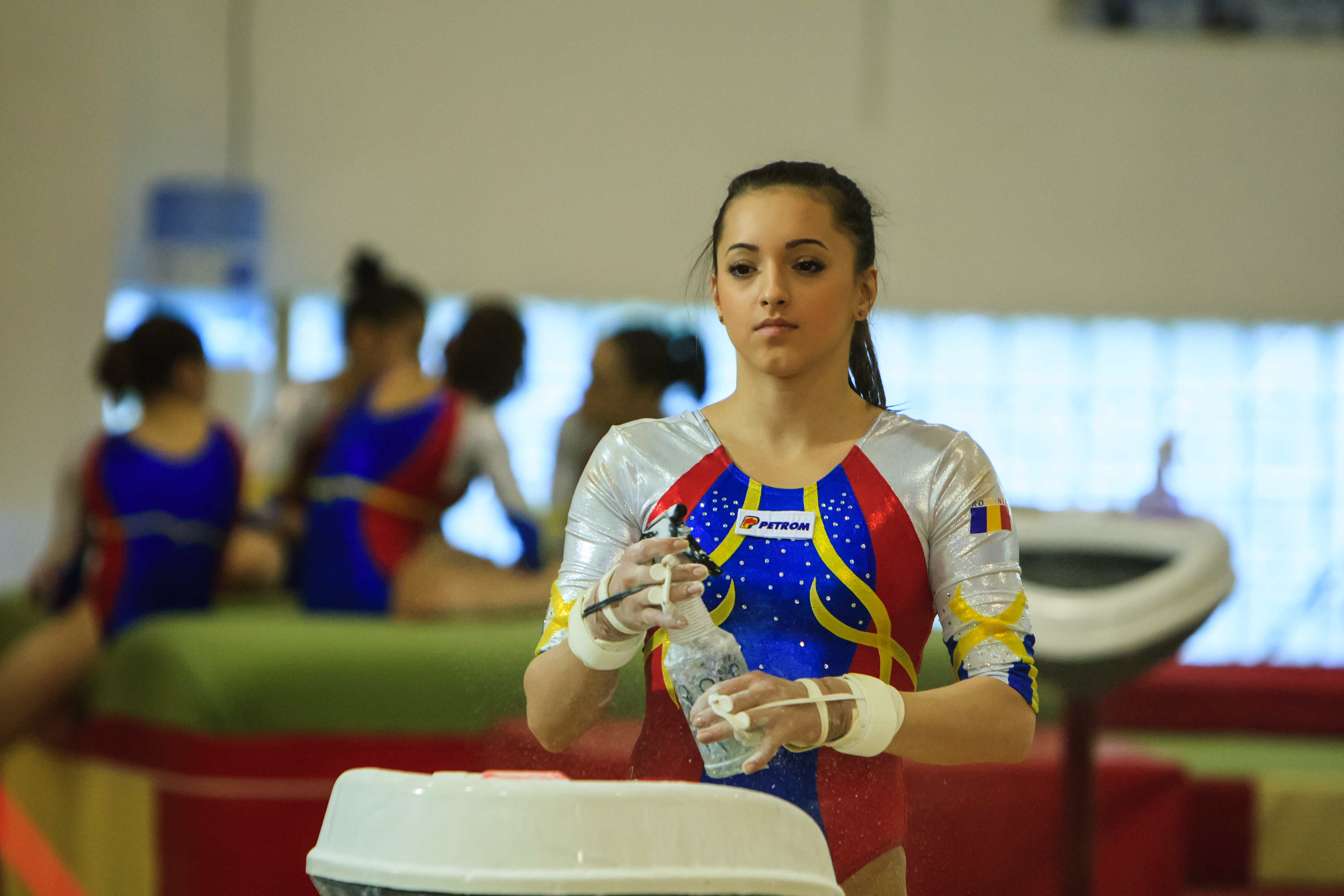
Larisa Iordache în 2015.

Larisa Iordache a fost înscrisă la cupele mondiale de la Doha și Cottbus, dar s-a retras din cauza unei accidentări la gleznă. Aceeași problemă de sănătate a împiedicat-o să participe la Campionatele Europene din 2015. De asemenea, Larisa nu a participat la Jocurile Europene din 2015 pentru a-și susține examenul de bacalaureat. 
Iordache s-a întors în competiții pe 12 septembrie 2015 la amicalul România-Franța unde a câștigat concursul de individual compus (58.150), dar și finala pe echipe. Pe 24 septembrie a fost convocată în echipa pentru Campionatul Mondial de Gimnastică Artistică din 2015 alături de Diana Bulimar, Silvia Zarzu, Laura Jurca și Ana Maria Ocolișan. La Campionatele Naționale, Larisa a câștigat întrecerea pe echipe cu clubul Dinamo și medalia de aur la individual compus cu un total de 60.900 de puncte. De asemenea, Iordache a cucerit titlurile la paralele, bârnă și sol. În octombrie echipa României a concurat la Novara în cadrul unui amical împotriva Belgiei, Italiei și Spaniei. Echipa tricoloră (Iordache, Bulimar, Ocolișan, Jurca, Zarzu și Iridon) a câștigat medalia de aur în timp ce la individual compus s-a impus Larisa Iordache adunând 59.750 de puncte. 
Deși echipa inițială a fost alcătuită din Iordache, Ponor, Bulimar, Ocolișan, Jurca și Zarzu, Cătălina Ponor a fost nevoită să se retragă temporar din cauza unei intervenții chirurgicale; locul ei fiind luat de rezerva echipei, Andreea Iridon. Cu o zi înainte de calificări, Ana Maria Ocolișan s-a accidentat la gleznă și nu a mai putut intra în competiție. Din cauza numeroaselor ratări atât la paralele cât și la bârnă echipa României a încheiat concursul de calificare pe locul al treisprezecelea. Rezultatul a privat echipa tricoloră de o calificare directă la Jocurile Olimpice de vară din 2016. Deși în calificări Iordache a terminat pe locul 16 la individual compus, în finală lucrurile au stat diferit. Românca a câștigat medalia de bronz cu un total de 59.107, depășită doar de americancele Douglas și Biles. După ce a câștigat unica medalie a delegației feminine la acest mondial, Iordache a declarat, ”Mă simt mult mai bine decât vineri, dar vreau mai mult, întotdeauna. A fost greu pentru mine. Dar îi am pe antrenorii mei, pe părinții mei, pe fetele mele și întreaga echipă cu mine. Astăzi a fost o zi bună.”
După Campionatele Mondiale, Iordache a concurat la Memorialul Arthur Gander unde a câștigat aurul la individual compus, în fața lui Pauline Schäfer și Dianei Bulimar.

### 2016
În martie, în timpul unui antrenament la bârnă, Iordache și-a fracturat unul dintre degete și a fost nevoie de o intervenție chirurgicală. Gimnasta a ratat astfel Testul Olimpic 2016 din luna aprilie și prin urmare, echipe României a ratat calificarea la Olimpiadă. Larisa a încercat să își revină în timp util însă perioada de recuperare a fost mult prea scurtă. Așadar, singurul loc alocat României la Jocurile Olimpice de vară din 2016 a fost acordat Cătălinei Ponor. Iordache a făcut deplasarea la Rio de Janeiro ca rezervă. După ratarea participării la Jocurile Olimpice, Larisa a declarat că va continua pregătirea în vederea noului ciclu olimpic.

### 2017
Iordache a debutat în noul sezon competițional la Cupa Saint-Étienne în Franța și a concurat două integrale ușurate la paralele și bârnă, chiar și așa românca a obținut cele mai mari note din concurs. Ea a fost selectată să participe la Campionatele europene de gimnastică individuală din 2017 alături de noile senioare Olivia Cîmpian și Ioana Crișan, dar și alături de Cătălina Ponor. Iordache nu a fost încă pregătită să concureze la individual compus din cauza unei accidentări la talpă (accidentare care a măcinat-o de la Jocurile Olimpice de vară din 2012 - fasceita plantară), evoluând astfel doar la paralele și bârnă. În calificări, exercițiul de la paralele a fost bun, însă nu suficient pentru a accede în finală. La bârnă, Iordache a obținut cea mai mare notă din concurs, 14.566, calificându-se de pe prima poziție. În finală, totul a mers în favoarea româncei până la coborâre, acolo unde Iordache nu a putut controla eficient aterizarea și a fost penalizată cu aproape un punct. Chiar și așa, Larisa a urcat pe podium, cucerind medalia de bronz. Dezamăgită de ratarea aurului, Iordache a declarat imediat după concurs, ”Mă bucur că am ajuns pe podium la Europene, având în vedere toate cele întâmplate în ultimele două luni, cu doar o luna de pregătire, dar am pierdut fix pe greșeala mea și nu mi-o pot ierta. Sunt într-un fel dezamăgita de mine, puteam să fac o coborâre foarte buna de pe bârnă și eram foarte sus.”
La jumătatea lunii mai, Iordache a concurat la Cupa Mondială de la Koper, Slovenia. Larisa a participat doar la bârnă și paralele. În calificări, românca s-a clasat pe primul loc atât la paralele (13.850) cât și la bârnă (14.400). În finale, Iordache și-a menținut poziția de lider câștigând aurul la paralele (13.800), dar și la bârnă (14.150) unde a fost la peste un punct față de următoarea clasată Ellie Black (13.100).

### 2020
Larisa Iordache a participat în luna decembrie la Campionatele Europene de Gimnastică Artistică Feminină susținute în Mersin, Turcia. A strălucit în competiția senioarelor, aducând acasă patru medalii: aur la sol și bârnă, argint la sărituri și argint pe echipe. Lotul feminin de gimnastică artistică din România a mai fost constituit din Silvia Sfiringu, Ioana Stănciulescu, Antonia Duță și Daniela Trică. O altă medalie de argint a fost cucerită la bârnă de Silvia Sfiringu, care a concurat pentru prima oară la un concurs european. Larisa a participat la competiție dupa trei ani de absență competițională, datorați unor accidentări urmate de intervenții chirurgicale. Gimnasta a devenit campioana europeană supremă a României din toate timpurile.
Larisa Iordache a ajuns astfel la 16 medalii obținute de-a lungul carierei la Campionatele Europene. Iordache o depășește așadar pe Cătălin Ponor în clasamentul all-time al României, devenind cea mai medaliată gimnastă a țării la Europene. Ponor a adunat 13 medalii la Europene, iar Iordache avea 12 înainte să plece în Turcia.
La sfârșitul anului, a fost votată Sportivul Anului 2020, deoarece "Cea mai remarcabilă performanță s-a înregistrat în gimnastica feminină și i-a aparținut Larisei Iordache".

### 2021
Luna februarie din 2021 marchează începutul pregătirilor pentru Campionatele Europene de la Basel (Elveția) care au loc în perioada 21-25 aprilie 2021. Obiectivul este calificarea pentru Jocurile Olimpice de la Tokyo. Pentru a realiza acest lucru, Federația Română de Gimnastică a hotărât ca lotul olimpic și național, împreună cu antrenorii, să se mute de la Deva la București în sala clubului Dinamo. Din lotul olimpic și național fac parte Silviana Sfiringu, Ioana Stănciulescu, Maria Holbură, Daniela Trică și Antonia Duță. Antrenorii lotului sunt Liliana Cosma, Nicolae Forminte și Florin Cotuțiu. La aceștia se adaugă Larisa Iordache, pregătită de Lacrămioara și Cristian Moldovan. Programul comun de antrenamente centralizate va fi supervizat săptămânal de antrenorii federali Corina Moroșan și Angela Cacoveanu. În urma verificării tehnice s-au decis care vor fi gimnastele care vor reprezenta România la Campionatele Europene de la Basel: Larisa Iordache, Antonia Duță și Maria Ceplinschi. Deși înscrise, Ioana Stănciulescu și Silviana Sfiringu vor absenta din cauza unor probleme medicale, în timp ce Maria Holbură este insuficient pregătită pentru nivelul concursului. Într-un interviu luat înaintea Europenelor, Iordache declara că dacă nu era sigură 100%, nu s-ar fi reapucat de gimnastică: "Cred în mine, cred în ceea ce am făcut până acum, cred în antrenorii mei, în ceea ce spun ei și cred că asta este cel mai important pentru mine." Calificarea la Tokyo ar urma să fie un obiectiv îndeplinit dacă își va juca șansa. În data de 21 aprilie 2021, Larisa Iordache s-a calificat la Jocurile Olimpice de la Tokyo. Ea a obținut un total de 54.968, fiind a patra la individual compus, după trei gimnaste din Rusia, ceea ce înseamnă că a obținut biletul pentru Tokyo. Problemele fizice nu au ocolit-o nici de această dată, Larisa Iordache având nevoie de investigații medicale în urma competiției. A reieșit că este vorba de o infecție la nivelul rinichilor. Pentru revenirea în activitatea competițională și pentru rezultatele recente, Larisei Iordache i-a fost acordat premiul SmartScoring Shooting Star la această ediție a europeanului, după finala la individual compus la care ar fi trebuit să ia parte. Problemele de sănătate nu îi permit să concureze nici în finalele pe aparate în cadrul CE de la Basel. La sfârșitul anului s-a retras din activitate.

## Viața personală
Este  cunoscută în mediul virtual pentru declarațiile sale optimiste care emană curaj și încredere în sine, mai presus de slăbiciunile omenești inerente. Se remarcă prin mesajele sale pozitive, încurajatoare, prin convingerea că un interior echilibrat și frumos, combinat cu aspirații spre valori precum binele, armonia, frumosul, întelegerea dintre persoane, nu pot să aducă decât lucruri pozitive în existenta oamenilor. A afirmat că ultimele sale reușite sunt rezultatul iubirii permanente și actuale pentru sportul pe care îl practică, precum și efectul luptei cu ea însăși. În mod clar, reușitele recente din 2020 sunt și rezultatul dorinței sale de a fi "cea mai bună variantă a sa".

## Cariera competițională
| An   | Eveniment                                  | Echipa | I.C.   | Sărituri | Paralele | Bârnă  | Sol    |
| ---- | ------------------------------------------ | ------ | ------ | -------- | -------- | ------ | ------ |
| 2009 | Top Gym Trophy                             | bronz  | aur    |          | 7-a      | aur    |        |
| 2010 | Campionatele Internaționale ale României   |        |        |          |          | aur    | aur    |
| 2010 | Internaționalul Schiltigheim               |        | aur    | argint   | aur      | aur    | aur    |
| 2010 | Campionatele Europene de Juniori 2010      | argint | bronz  |          |          | argint | aur    |
| 2011 | Gym-Festival                               |        | aur    |          |          |        |        |
| 2011 | Amical România - Marea Britanie            |        | aur    |          |          |        |        |
| 2011 | Campionatele Franței                       | aur    |        |          |          |        |        |
| 2011 | Festivalul Olimpic de Tineret 2011         | argint | aur    | argint   | argint   | aur    | aur    |
| 2012 | American Cup                               |        | bronz  |          |          |        |        |
| 2012 | Cupa Mondială de la Doha                   |        |        |          | a 5-a    |        |        |
| 2012 | Campionatele Europene 2012                 | aur    |        |          |          | argint | aur    |
| 2012 | Amical Franța - România                    | aur    | aur    |          |          |        |        |
| 2012 | Amical Germania - Marea Britanie - România | aur    | aur    |          |          |        |        |
| 2012 | Jocurile Olimpice Londra 2012              | bronz  | a 9-a  |          |          | a 6-a  |        |
| 2013 | Cupa Mondială de la Doha                   |        |        | argint   | a 6-a    | aur    | argint |
| 2013 | Campionatele Europene 2013                 |        | argint | argint   |          | aur    | argint |
| 2013 | Cupa Mondială de la Anadia                 |        |        |          |          | aur    | aur    |
| 2013 | Campionatele Naționale                     | argint | aur    |          | aur      | aur    | argint |
| 2013 | Campionatele mondiale 2013                 |        | a 4-a  |          |          | a 7-a  | bronz  |
| 2013 | Cupa Mondială de la Stuttgart              |        | argint |          |          |        |        |
| 2013 | CUpa Mondială de la Glasgow                |        | aur    |          |          |        |        |
| 2014 | Cupa Mondială de la Doha                   |        |        | aur      |          | aur    | aur    |
| 2014 | Amical Belgia - Franța - România           | aur    | aur    |          |          |        |        |
| 2014 | Campionatele Europene 2014                 | aur    |        | bronz    | a 6-a    | argint | aur    |
| 2014 | Campionatele Naționale                     |        | aur    | aur      | aur      | argint | aur    |
| 2014 | Amical Elevția - Germania - România        | argint | aur    | aur      | bronz    | aur    | aur    |
| 2014 | Campionatele Mondiale 2014                 | a 4-a  | argint |          |          | a 5-a  | argint |
| 2014 | Memorialul Arthur Gander                   |        | argint |          |          |        |        |
| 2014 | Cupa Mondială de la Stuttgart              |        | aur    |          |          |        |        |
| 2014 | Cupa Mondială de la Glasgow                |        | aur    |          |          |        |        |
| 2015 | Amical Franța - România                    | aur    | aur    |          |          |        |        |
| 2015 | Campionatele Naționale                     | aur    | aur    |          | aur      | aur    | aur    |
| 2015 | Cupa Novara                                | aur    | aur    |          |          |        |        |
| 2015 | Campionatele Mondiale 2015                 |        | bronz  |          |          |        |        |
| 2015 | Memorialul Arthur Gander                   |        | aur    |          |          |        |        |
| 2016 | Campionatele Naționale                     |        | aur    |          | aur      | argint |        |
| 2016 | Amical Franța - România                    |        | argint |          |          |        |        |
| 2016 | Amical Chemnitz                            | bronz  |        |          |          |        |        |
| 2017 | Campionatele Europene 2017                 |        |        |          |          | bronz  |        |
| 2017 | Cupa Mondială de la Koper                  |        |        |          | aur      | aur    |        |
| 2017 | Campionatele Franței                       | aur    |        |          |          |        |        |
| 2017 | Universiada de Vară de la Taipei           |        | aur    |          | a 5-a    | bronz  | aur    |
| 2017 | Campionatele Naționale                     | argint | aur    |          | aur      | aur    | aur    |
| 2017 | Cupa Mondială de la Paris                  |        |        |          | a 4-a    | aur    | argint |